# آرتسیا بیچ (ویسکانسین)
آرتسیا بیچ (به انگلیسی: Artesia Beach) یک منطقهٔ مسکونی در ایالات متحده آمریکا است که در کالومت واقع شده است. آرتسیا بیچ ۲۲۸٫۹۱ متر بالاتر از سطح دریا واقع شده است.